# Chlorichaeta orba
Chlorichaeta orba är en tvåvingeart som beskrevs av Wayne N. Mathis och Tadeusz Zatwarnicki 1993. Chlorichaeta orba ingår i släktet Chlorichaeta och familjen vattenflugor. Inga underarter finns listade i Catalogue of Life.